# Бисел
Бисел (фр. Bucéels) насеље је и општина у северној Француској у региону Доња Нормандија, у департману Калвадос која припада префектури Баје.
По подацима из 2011. године у општини је живело 372 становника, а густина насељености је износила 76,86 становника/km². Општина се простире на површини од 4,84 km². Налази се на средњој надморској висини од 150 метара (максималној 96 m, а минималној 42 m).

## Демографија
| 1962. | 1968. | 1975. | 1982. | 1990. | 1999. | 2011. |
| ----- | ----- | ----- | ----- | ----- | ----- | ----- |
| 109   | 147   | 151   | 225   | 357   | 353   | 372   |

График промене броја становника у току последњих година